# Win Ben Stein's Money
Win Ben Stein's Money es un concurso de televisión estadounidense que se emitió desde el 28 de julio de 1997 hasta el 31 de enero de 2003 en la red de cable Comedy Central, cuyos episodios fueron emitidos hasta el 8 de mayo de 2003. Se caracterizó por competición entre tres concursantes que participaron en un quiz de conocimientos generales para ganar el gran premio de $5,000 del presentador del programa, Ben Stein. En la segunda mitad del programa, Stein participó como "participante en común" con el fin de defender su dinero de ser adoptadas por sus competidores. El programa ganó cinco Premios Daytime Emmy; Stein y Jimmy Kimmel, el copresentador de la serie original, compartiron el premio para Mejor Presentador de Concurso en 2002.
Como se señaló en un descargo de responsabilidad durante los créditos finales, el premio ganado por los concursantes se pagó en realidad de un presupuesto de premios proporcionado por los productores del programa. Cualquier dinero que quede en ese presupuesto al final de una temporada se dio a Stein. Si la cantidad total pagada durante una temporada superior a la del presupuesto, la productora pagó el exceso, así que Stein nunca estuvo en riesgo de perder el dinero de su bolsillo.
El copresentador fue Jimmy Kimmel durante los tres primeros años de las emisiones del programa. Kimmel dejó el programa en 2000 (aunque ocasionalmente hizo apariciones como un invitado en episodios posteriores, e incluso presentó episodios emitidos en 2001 con competición entre estudiantes universitarios como concursantes). Nancy Pimental reemplazó Kimmel y copresentó del programa hasta 2001. El primo de Kimmel, Sal Iacono, que asumió el papel en 2002, fue el último copresentador del programa.

## Formato del concurso

### Primera ronda
El concurso comenzó con tres concursantes y $5,000 en el banco de Stein. Cinco categorías fueron siempre disponibles para los concursantes, con títulos que hicieron alusiones al contenido de las preguntas. Después de que un concursante eligió una categoría, Stein hacía una pregunta cara o cruz que se le asignó un valor en dólares, dependiendo del nivel de dificultad; las preguntas en esta primera ronda tendrá un valor de $50, $100, o $150.
Los concursantes estaban equipados con dispositivos de señalización; el primer concursante que respondió en el sorteo ganó el derecho de responder a la pregunta. Si el concursante respondió correctamente, el valor de la pregunta fue deducido del banco de Stein y agregado a la cuenta del concursante; si la respuesta fue incorrecta, los otros dos concursantes podían tratar de responder. Después de que un concursante dio una respuesta correcta, Stein pediría a ese concursante una pregunta de seguimiento de la misma categoría por un premio adicional de $50. Una vez más, si el concursante respondió incorrectamente, cualquiera de los otros dos jugadores podrían anillo y tratar de responder. Si ninguno de los jugadores respondieron correctamente en el sorteo original, la siguiente pregunta se convirtió en un segundo sorteo en la que los tres jugadores eran elegibles para responder a la pregunta correctamente por $50. Después de que ambos preguntas se pidieron, una nueva categoría reemplazó el viejo y el concursante que había últimamente dado una respuesta correcta fue permitido elegir la siguiente categoría.
Al final de la primera ronda, el concursante con la puntuación más baja fue eliminado del concurso y el dinero de ese concursante (si aplicable) se añadió de nuevo al banco de Stein. Si hubo un empate por el segundo lugar después de la primera ronda, una pregunta de desempate se le pediría que determinar quién avanzaría a la siguiente ronda. En un desempate, un concursante que respondió incorrectamente fue eliminado de inmediato.
Además, si en algún momento un concursante respondió en la forma de una pregunta (como en Jeopardy!); Stein, con ira maqueta, pondría un gorro de burro en la cabeza del concursante infractor, y el concursante vio obligado a usarlo para el resto de la ronda.

### Segunda ronda
En la segunda ronda, Stein se podría "defender su propio dinero al convertirse en un competidor común," en sustitución del jugador eliminado al final de la primera ronda y competir contra los dos concursantes restantes. El copresentador se haría cargo de hacer las preguntas, con la advertencia de que "a partir de ese momento, Ben no tiene ningún conocimiento previo de alguna de las preguntas que se le pregunte."
Como en la primera ronda, la segunda ronda también contenía cinco categorías, pero los valores de las preguntas aumentaron a la gama de $200 a $500 en incrementos de $100, dependiendo de la dificultad. Todas las preguntas de esta ronda fueron sorteos, sin preguntas de seguimiento. Stein elegiría la primera pregunta. Al igual que en la ronda anterior, todo el dinero ganado por los otros dos jugadores se dedujo del banco de Stein, cuando Stein respondió a una pregunta correctamente, el total de su banca simplemente se mantuvo sin cambios, ya que lo que estaba en el banco era considerado como su total y se muestra ya; marcador de su podio, simplemente muestra un signo de dólar.
Al final de esta ronda, el competidor de puntuación más baja fue eliminado de nuevo desde el juego, con las ganancias de ese jugador que se remonta en el banco de Stein. El otro jugador avanzó a la ronda de bonificación para competir cabeza a cabeza contra Stein para el gran premio de $5,000. En el caso de un empate, una pregunta de desempate se utilizó de nuevo para decidir quién avanzaría (sin una respuesta por Stein).

### Ronda de bonificación
La ronda de bonificación era conocido como el "Best of Ten Test of Knowledge." Tanto Stein y el ganador de la segunda ronda fueron colocados en las cabinas de aislamiento, así que no podía escuchar las respuestas del otro. La cabina de aislamiento para los concursantes era sencilla, con un taburete de madera y una bombilla de luz desnuda, mientras que la cabina para Stein era más lujoso, con una butaca de cuero y otros muebles de lujo. En las siguientes temporadas, el stand de la concursante de aislamiento se hizo aparecer en mal estado, con una gran grieta corriendo por la pared del fondo. El concursante tenía la opción de jugar primero o segundo (el que jugó segunda tendría auriculares mientras que en su cabina), el copresentador le preguntaba a cada uno de ellos los mismos diez preguntas, y cada uno de ellos tenía 60 segundos para responder al mayor número de ellos como podían. Cualquier pregunta perdido o pasado no podían ser devueltos, aunque después de que el primer jugador que termine, el copresentador repasó las preguntas perdidas/aprobadas antes de que el segundo jugador juega. Si el concursante responde correctamente a las preguntas más que Stein hizo, el concursante iba a ganar todos los $5,000 que Stein había puesto en el banco al inicio del espectáculo. Si Stein respondió a más preguntas correctamente, el concursante mantendría sólo el dinero ganado en las dos primeras rondas. Si ambos dieron el mismo número de respuestas correctas, el concursante mantendría sus ganancias a partir de las dos primeras rondas, al igual que un premio adicional de $1,000.

### Episodio "Ben Stein's Cup"
Al final de la cuarta temporada, tres de los mejores jugadores de la temporada (que ya habían ganados $5,000) regresó para un episodio llamado "Ben Stein's Cup", para una oportunidad de ganar $25,000. En la primera ronda, los valores de las preguntas fueron $200, $400, y $600, con preguntas de seguimiento por valor de $200. En la segunda ronda, las preguntas eran un valor de $800 a $2,000 en incrementos de $400. El ganador intentó de batir Ben Stein para los $25,000.

## Versiones fuera de los Estados Unidos
Win Beadle's Money, una versión británica con presentación de Jeremy Beadle, se emitió por Channel 5 en el Reino Unido en 1999, con un premio mayor de £1,000.
También existió Win Roy and H.G.'s Money, una versión británica con presentación de John Doyle (también denominado Roy Slaven) y Greig Pickhaver (también denominado H.G. Nelson), que se emitió por el Seven Network en Australia en el año 2000, con un premio mayor de $5,000 en dólares australianos.

## Música
Varias piezas de música clásica fueron usadas como los temas del programa. El tema de apertura fue el cuarto movimiento de la Sinfonía n.º 9 de Beethoven, Oda a la Alegría, que era repetido para comenzar la segunda ronda, y otra vez si el campeón ganó los $5,000. El tema de clausura fue Cabalgata de las valquirias, de La valquiria por Richard Wagner. (Cabalgata de las valquirias fue también tocado en los auriculares de los concursantes para prevenir que ellos escucharon los respuestas del otro jugador.) Otras piezas de música clásica usadas en el programa incluyeron:
- Wachet auf, ruft uns die Stimme por Johann Sebastian Bach (al inicio del programa, cuando Stein presenta a sí mismo).
- Música acuática por Georg Friedrich Händel (conduciendo a la primera pausa publicitaria).
- "La primavera" de Las cuatro estaciones por Antonio Vivaldi (saliendo de la primera pausa publicitaria).
- Serenata n.º 13 por Wolfgang Amadeus Mozart (conduciendo a la segunda pausa publicitaria).
- Trepak de El cascanueces por Piotr Ilich Chaikovski (conduciendo a la última pausa publicitaria).
- La noche en el Monte Calvo por Modest Músorgski (saliendo de la última pausa publicitaria, y sirviendo como una señal para la ronda final).